# Penny Sparkle
Albums de Blonde Redhead
23
(2007) Barragán
(2014)
Penny Sparkle est le huitième album studio du groupe américain Blonde Redhead, sorti le 13 septembre 2010 sur le label 4AD,.

## Titres
| No  | Titre               | Durée |
| --- | ------------------- | ----- |
| 1.  | Here Sometimes      | 4:43  |
| 2.  | Not Getting There   | 2:46  |
| 3.  | Will There Be Stars | 4:27  |
| 4.  | My Plants Are Dead  | 4:18  |
| 5.  | Love or Prison      | 6:13  |
| 6.  | Oslo                | 3:54  |
| 7.  | Penny Sparkle       | 4:34  |
| 8.  | Everything Is Wrong | 2:49  |
| 9.  | Black Guitar        | 5:20  |
| 10. | Spain               | 4:56  |

## Musiciens
- Kazu Makino — vocals, guitar
- Amedeo Pace — vocals, guitar
- Simone Pace — drums
- David Thor Jonsson — keyboards
- Walter Sear — modular moog

## Liens Externes
- « Blonde Redhead, plus pop, plus propre » sur Les Inrocks